# 古財和輝
古財和輝（日语：／ Kazuteru Kozai，1986年1月25日—），日本男子羽毛球运动员。熊本縣出生，畢業於武蔵ヶ丘中学校、熊本学園大学付属高校及日本体育大学，曾隸屬於Tonami運輸株式會社。

## 簡歷
2009年2月，古財在奧地利羽毛球國際挑戰賽男單決賽，以2比1（21-12、12-21、21-15）擊敗的馬來西亞選手楊佳儐，奪得其首個國際職業賽冠軍。

## 主要比賽成績
只列出曾進入準決賽的國際賽事成績：
| 年份   | 賽事                   | 公開賽級別 | 項目     | 成績   |
| ------ | ---------------------- | ---------- | -------- | ------ |
| 2008年 | 大阪羽毛球國際挑戰賽   | 國際挑戰賽 | 男子單打 | 準決賽 |
| 2009年 | 奧地利羽毛球國際挑戰賽 | 國際挑戰賽 | 男子單打 | 冠軍   |
| 2009年 | 東亞運動會羽毛球比賽   | 其他       | 男子團體 | 銅牌   |
| 2011年 | 新加坡羽毛球國際系列賽 | 國際系列賽 | 男子單打 | 冠軍   |
| 2013年 | 大阪羽毛球國際挑戰賽   | 國際挑戰賽 | 男子單打 | 冠軍   |

| 2007-2017年 | 首要超級賽 | 超級賽 | 黃金大獎賽 | 大獎賽 | 國際挑戰賽 | 國際系列賽 | 未來系列賽 | 其他 |

| 2018-2026年 | 總決賽 | 超級1000賽 | 超級750賽 | 超級500賽 | 超級300賽 | 超級100賽 | 國際挑戰賽 | 國際系列賽 | 未來系列賽 | 其他 |